# فتح شام به‌دست مسلمانان
تسخیر اسلامی شام (انگلیسی: Muslim conquest of the Levant) یا تسخیر اسلامی سوریه در نیمه آغازین قرن هفتم میلادی رخ داد، که به فتح سرزمینی مشهور به شام اشاره می‌کند که بعداً استان اسلامی بلاد شام مشهور گشت. نیروهای اسلامی عرب حتی پیش از مرگ محمد (در سال ۶۳۲ میلادی) در مرزهای جنوبی حاضر شده بودند که به غزوه مؤته در سال ۶۲۹م. منجر شده بود اما حمله واقعی در سال ۶۳۴ تحت فرماندهی جانشینان محمد، خلفای راشدین، ابوبکر و عمر بن خطاب با خالد بن ولید به عنوان اصلی‌ترین سردار نظامی آنها انجام شد.

## سوریه روم
سوریه هفت قرن قبل از تسلط مسلمانان اعراب تحت سلطه روم بود و در قرون ۳، ۶ و ۷ بارها توسط ایرانیان ساسانی مورد هجوم قرار گرفته بود. همچنین توسط متحدان عرب ساسانی، لخمیان، مورد حمله قرار گرفته بود. در طول دوره روم، که پس از سقوط اورشلیم در سال ۷۰ شروع شد، کل منطقه (یهوده، سامره و جلیل) به فلسطین تغییر نام داد که به اسقف I و II تقسیم شد. رومی‌ها همچنین منطقه‎‌ای از زمین شامل نقب، سینا و سواحل غربی شبه جزیره عربستان را به Palaestina Salutaris تغییر نام دادند که گاهی به آن فلسطین III یا Palaestina Tertia نیز می‌گفتند. بخشی از این منطقه توسط دولت تابعه عرب سمماخوس غسانیان اداره می‌شد.
در طول آخرین جنگ‌های روم و ایران، که در سال ۶۰۳ آغاز شد، ایرانی‌ها به رهبری خسرو دوم موفق شدند بیش از یک دهه سوریه، فلسطین و مصر را اشغال کنند تا اینکه با پیروزی‌های هراکلیوس مجبور شدند صلح سال ۶۲۸ را منعقد کنند. بنابراین، در آستانه فتوحات مسلمانان، رومیان (یا بیزانسی‌ها به عنوان مورخان مدرن غربی که معمولاً به رومیان این دوره اشاره می‌کنند) هنوز در حال بازسازی اقتدار خود در این سرزمین‌ها بودند که در برخی مناطق تقریباً برای آنها از دست رفته بود. از نظر سیاسی، منطقه سوریه شامل دو استان بود: سوریه خود از انطاکیه و حلب در شمال تا بالای دریای مرده امتداد داشت. در غرب و جنوب دریای مرده، استان فلسطین قرار داشت.
سوریه بیشتر از زبان‌های آرامی و یونانی با جمعیتی عرب، به ویژه در بخش‌های شرقی و جنوبی آن تشکیل شده بود. اعراب سوریه تا زمان مهاجرت قبیله قدرتمند غسانی از یمن به سوریه که به مسیحیت گرویدند و پس از آن بر دولتی نیمه خودمختار با پادشاه خود تحت سلطه رومیان حکومت کردند، مردمی بی‌نتیجه بودند. سلسله غسانیان یکی از سلسله‌های شاهزاده‌ای پرافتخار امپراتوری شد و پادشاه غسانی از پایتخت خود در بصره بر اعراب در اردن و جنوب سوریه حکومت می‌کرد. آخرین پادشاه غسانی که در زمان حمله مسلمانان حکومت می‌کرد، جبلة بن الأیهم بود.
هراکلیوس امپراتور بیزانس پس از بازپس‌گیری سوریه از ساسانیان، خطوط دفاعی جدیدی از غزه تا انتهای جنوبی دریای مرده ایجاد کرد. این خطوط فقط برای محافظت از ارتباطات در برابر راهزنان طراحی شده بودند و بخش عمده‌ای از دفاع بیزانسی در شمال سوریه در مقابل دشمنان سنتی، ایرانیان ساسانی متمرکز شده بود. اشکال این خط دفاعی این بود که مسلمانان را که از صحرا در جنوب پیشروی می‌کردند، قادر می‌کرد تا قبل از ملاقات با سربازان منظم بیزانس، به شمال غزه برسند.
قرن هفتم زمان تغییرات سریع نظامی در امپراتوری بیزانس بود. هنگامی که امپراتوری پس از جنگ‌های اخیر روم و ایران با چالش جدید عربستان روبه‌رو شد، مطمئناً در وضعیت فروپاشی قرار نگرفت، اما در مقابله مؤثر با این چالش شکست خورد.

## ظهور خلافت
درگیری‌های نظامی با امپراتوری بیزانس در طول زندگی محمد آغاز شد. نبرد موته در سپتامبر ۶۲۹ در نزدیکی روستای موته، در شرق رود اردن و کرک در استان کرک، بین نیروهای پیامبر اسلام محمد و نیروهای امپراتوری بیزانس و عرب مسیحی غسانی درگرفت. رعیت‌ها در منابع تاریخی اسلامی، این نبرد معمولاً به عنوان تلاش مسلمانان برای انتقام گرفتن از غسانیان پس از اعدام یکی از مقامات غسانی فرستاده محمد که در راه بصره بود، توصیف می‌شود. در طول نبرد ارتش مسلمان مسیریابی شد. پس از کشته شدن سه رهبر مسلمان، این فرماندهی به خالد بن ولید داده شد و وی موفق شد بقیه نیروها را نجات دهد. نیروهای مسلمان بازمانده به مدینه عقب‌نشینی کردند.
پس از حجةالوداع در سال ۶۳۲، محمد اسامة بن زید را به عنوان فرمانده نیروی اعزامی که قرار بود به منطقه بلقا در امپراتوری بیزانس حمله کند، منصوب کرد. این غزوه به سریه اسامه بن زید معروف بود و هدف اعلام شده آن انتقام تلفات مسلمانان در جنگ موته بود که در آن پدر اسامه و زید بن حارثه، پسر خوانده سابق محمد، کشته شدند. لشکرکشی اسامه در ماه مه/ژوئن ۶۳۲ موفقیت‌آمیز بود و ارتش او اولین نیروی مسلمانی بود که با موفقیت به سرزمین بیزانس حمله کرد.
محمد در ژوئن ۶۳۲ درگذشت و ابوبکر به عنوان خلیفه و جانشین سیاسی در مدینه منصوب شد. اندکی پس از جانشینی ابوبکر، چند قبایل عرب در جنگ‌های ارتداد علیه او شورش کردند. کارزار ارتداد در سال یازدهم هجری به پایان رسید. سال ۱۲ هجری در ۱۸ مارس ۶۳۳ طلوع کرد و عربستان تحت حاکمیت مرکزی خلیفه در مدینه متحد شد.
اینکه آیا ابوبکر قصد یک فتح کامل امپراتوری را داشت یا نه، سخت است که بگوییم. با این حال، او یک مسیر تاریخی را به حرکت درآورد که تنها در چند دهه کوتاه منجر به یکی از بزرگ‌ترین امپراتوری‌های تاریخ می‌شد که با رویارویی با امپراتوری ایران به رهبری ژنرال خالد بن ولید شروع شد.